# خثار الوريد الكلوي
يعرف خثار الوريد الكلوي (بالإنجليزية: Renal vein thrombosis)‏ بأنه تشكل خثرة في الوريد الذي ينزح الدم من الكليتين، ما يؤدي في نهاية المطاف إلى انخفاض تصريف إحدى الكليتين أو كلتيهما، واحتمال هجرة الخثرة إلى أجزاء أخرى من الجسم. كان عالم الأمراض الألماني فريدريش دانييل فون ريكلينغهاوزن أول من وصف هذا الداء عام 1861. يصيب هذا لداء في الغالب مجموعتين من السكان: الأطفال حديثي الولادة الذين يعانون من اضطرابات تخثر الدم أو التجفاف، والبالغين الذين يعانون من المتلازمة النفروزية.
تُعرف المتلازمة النفروزية أنها اضطراب كلوي يسبب فقدانًا مفرطًا للبروتين في البول، وانخفاض مستويات الألبومين في الدم، وارتفاع مستوى الكولسترول في الدم، إضافةً إلى وذمات، ما يؤدي إلى حالة فرط خثار وزيادة فرص تشكل الخثرة.
تشمل الأسباب الأخرى الأقل شيوعاً حالة فرط الخثار، والسرطان، وزرع الكلية، ومتلازمة بهجت، ومتلازمة أضداد الشحوم الفوسفورية، والرض الكليل على الظهر أو البطن. يركز تدبير خثار الوريد الكلوي على الوقاية من تشكل المزيد من الخثرات في الكليتين والحفاظ على وظيفة كلوية مستقرة. أصبح استخدام مضادات التخثر العلاج المعياري لتدبير هذا الاضطراب. يعتبر التهاب كبيبات الكلى الغشائي السبب الأكثر شيوعاً للمتلازمة النفروزية عند البالغين، وذروة حدوثه عند الأشخاص الذين تتراوح أعمارهم بين 40 و60 عاماً، ويحدث عند الرجال ضعفي النساء. نظراً لأن المتلازمة الكلوية هي السبب الأكثر شيوعاً لخثار الوريد الكلوي، يكون الرجال والأشخاص الذين تزيد أعمارهم عن 40 عاماً أكثر عرضةً لخطر الإصابة بخثار الوريد الكلوي.

## العلامات والأعراض
باستثناء ألم الخاصرة أو آلام أسفل الظهر العابرة التي تنجم عن وجود خثرة في الأوردة الكلوية الرئيسية بشكل مفاجئ، لا يسبب خثار الوريد الكلوي إلا القليل من الأعراض. قد لا يُظهر بعض المرضى أي أعراض بينما قد يشكو آخرون من خروج بول مدمى، وانخفاض الحصيل البولي، ووذمة، وتفاقم البيلة البروتينية. يشخص خثار الوريد الكلوي للمرة الأولى عادةً عند إصابة مريض لديه متلازمة نفروزية بصمة رئوية أو انخفاض مفاجئ في وظيفة الكلية أو قصور كلوي. قد تختلف هذه الأعراض في مدتها الزمنية نظراً لأن الخثرة الدموية قد تنحل من تلقاء نفسها، ولكن يجب اتخاذ الاحتياطات اللازمة لمنع هجرة الخثرة إلى أجزاء أخرى من الجسم. أكثر المضاعفات خطورة في خثار الوريد الكلوي هو الصمة الرئوية الناجمة عن خثرة (تدعى باللاتينية thrombus) والتي تنشأ من الوريد الكلوي أو أي وريد آخر في الجسم وتهاجر إلى الشريان الرئوي. الصمة الرئوية حالة خطيرة قد تسبب أذية الرئتين بسبب ارتفاع الضغط الرئوي، وتسبب نقص الأكسجة الدموية وبالتالي أذية أعضاء أخرى في الجسم. يمكن أن تؤدي هذه الحالة إلى الوفاة إذا تُركت دون علاج؛ إذ سيموت حوالي 30% من المرضى الذين يعانون من الصمة الرئوية، وعادة يحدث ذلك خلال ساعة واحدة.
قد يعاني الرضع والأطفال الصغار المصابون بخثار الوريد الكلوي الناجم عن التجفاف من أعراض التجفاف (جفاف الفم، انخفاض الحصيل البولي، غياب الثنية الجلدية) إضافة إلى القياء والغثيان والحمى، وأعراض خثار الوريد الكلوي المعتادة مثل ألم الخاصرة والبيلة الدموية وفقر الدم والوذمة وضخامة الكليتين والقصور الكلوي.

## الآلية
لاتختلف الآلية الكامنة وراء خثار الوريد الكلوي عن الأنواع الأخرى من خثرات الدم في الأجزاء الأخرى من الجسم.
كان رودولف فيرشو (رودولوف فيرخوف) أول من وصف الآلية الفسيولوجية الكامنة وراء الخثار الوريدي (الخثرات الدموية) باستخدام ثلاثة عوامل مترابطة ومعروفة باسم «ثلاثي فيرشو» والتي تتضمن أذية الوعاء الدموي (أذية البطانة) وانخفاض جريان الدم (الركودة) وزيادة قابلية تخثر الدم (الأهبة للتخثر أو فرط القابلية للخثار). يمكن أن يسبب أحد هذه العوامل بمفرده تشكل خثرة دموية، ولكن في معظم الحالات، تؤدي كل هذه العوامل أو مزيج منها إلى تشكل الخثرة الدموية. قد يكون انخفاض الحصيل البولي أو تراجع الوظيفة الكلوية الأعراض الوحيدة الناجمة عن خثرة الوريد الكلوي التي يمكن ملاحظتها.
تشمل الأسباب الأخرى الأقل شيوعاً حالة فرط القابلية للتخثر، أو الغزو بسرطانة الخلية الكلوية أو زرع الكلية أو متلازمة بهجت أو متلازمة أضداد الشحوم الفوسفورية أو الرض الكليل على الظهر أو البطن.

### تلف أنسجة الأوردة
يمكن أن تحدث أذية نسيج البطانة الوريدية بسبب أذية كليلية أو رض أثناء تصوير الأوردة الظليل أو زرع الكلية أو الأورام أو الرفض الحاد أو التهاب الأوعية أو الأذية المجهرية العفوية للبطانة نتيجة بيلة الهوموسيستين. عوز الإنزيم الصانع لبيتا سيستاثيونين أو ما يعرف ببيلة الهوموسيستين، هو اضطراب وراثي جسدي متنحٍ لا يستطيع الجسم عند وجوده معالجة بعض وحدات بناء البروتينات بشكل صحيح نتيجة طفرة في مورثة الإنزيم الصانع لبيتا سيستاثيونين (سي بي إس). تؤدي هذه الطفرة إلى استخدام غير مناسب للحمض الأميني هوموسيستين، وبالتالي تتراكم مستويات عالية منه في الدم، مما يلحق الضرر بالأنسجة البطانية ويزيد من احتمال الإصابة بخثار الوريد الكلوي.

### انخفاض الجريان الدموي
يعتبر التجفاف السبب الأكثر شيوعاً لخثار الوريد الكلوي عند الرضع. قد يحدث التجفاف نتيجة انخفاض في كل من حجم الدم وحجم الدم الجائل في الدوران بسبب الاضطرابات التي تستنزف المياه مثل الإسهال أو القياء. يؤدي انخفاض حجم الدم الناتج عن التجفاف إلى تحويل تدفق الدم بعيداً عن الكليتين إلى أعضاء أخرى، ما يؤدي إلى تباطؤ جريان الدم إلى الكليتين، وزيادة فرص حدوث تخثر الدم.
من المعروف أن خثار الوريد الكلوي قد يحدث في غياب الصدمة الواضحة سريريًا، على سبيل المثال بعد الضائقة الوليدية ووضع القثاطر الوريدية المركزية. يمكن أيضاً أن يتحرض خثار الوريد الكلوي بسبب انحراف الوريد الكلوي ما بعد الزرع أو انحرافه الفيزيائي أو انضغاطه، والذي يمكن أن يؤثر على معدل الجريان عبر الوريد حسب شكل الانحراف.

### فرط القابلية للخثار
فرط القابلية للخثار هو اضطراب في الدم يزيد من خطر تشكل الخثرات الدموية. يملك مرضى المتلازمة النفروزية خطورة أعلى للإصابة بخثار الوريد الكلوي بسبب فرط القابلية للخثار الناجمة عن البيلة البروتينية. تؤدي الزيادة في فقدان البروتينات في البول الناجمة عن المتلازمة النفروزية إلى انخفاض الضغط التناضحي. سيؤدي انخفاض الضغط التناضحي إلى تحفيز الكبد على إنتاج المزيد من البروتينات مثل مولد الفيبيرين والغلوبيولين الخثري بيتا، والتي بدورها تحرض تخثر الدم.
إضافة إلى المتلازمة النفروزية، هناك العديد من العوامل الأخرى التي يمكن أن تحرض فرط القابلية للخثار. قد يتحرض فرط القابلية للخثار نتيجة زيادة تعداد الصفيحات الدموية وتعزيز تكدسها، وزيادة تعداد بروتين إس ونقص مثبطات التخثر مثل مضاد الثرومبين. قد يكون فرط القابلية للخثار وراثياً و/أو مكتسباً. فرط الهوموسيستين في الدم هو اضطراب يؤدي إلى تخثر الدم، يمكن أن يحدث نتيجة مزيج من العوامل الوراثية وعوز فيتامينات ب 6 وب 12 وحمض الفوليك. يعد العامل الخامس للايدن والطفرات في مورثة طليعة الثرومبين أشيع سببين وراثيين لفرط القابلية للخثار. حوالي 5% من عامة السكان لديهم هذه الطفرات متخالفة اللواقح ومن السكان الذين لديهم أهبة للخثار يملك 45 - 63% هذه الطفرات.

### التهاب كبيبات الكلى الغشائي
يتراوح معدل وقوع الإصابة بخثار الوريد الكلوي عند الناس بين 5% و65%. تنتج المتلازمة النفروزية عن التهاب كبيبات الكلى الغشائي، والداء قليل التبدلات (ذو التبدلات الصغرى)، والتصلب الكبيبي القطعي البؤري.